# Tiburzio Vergelli

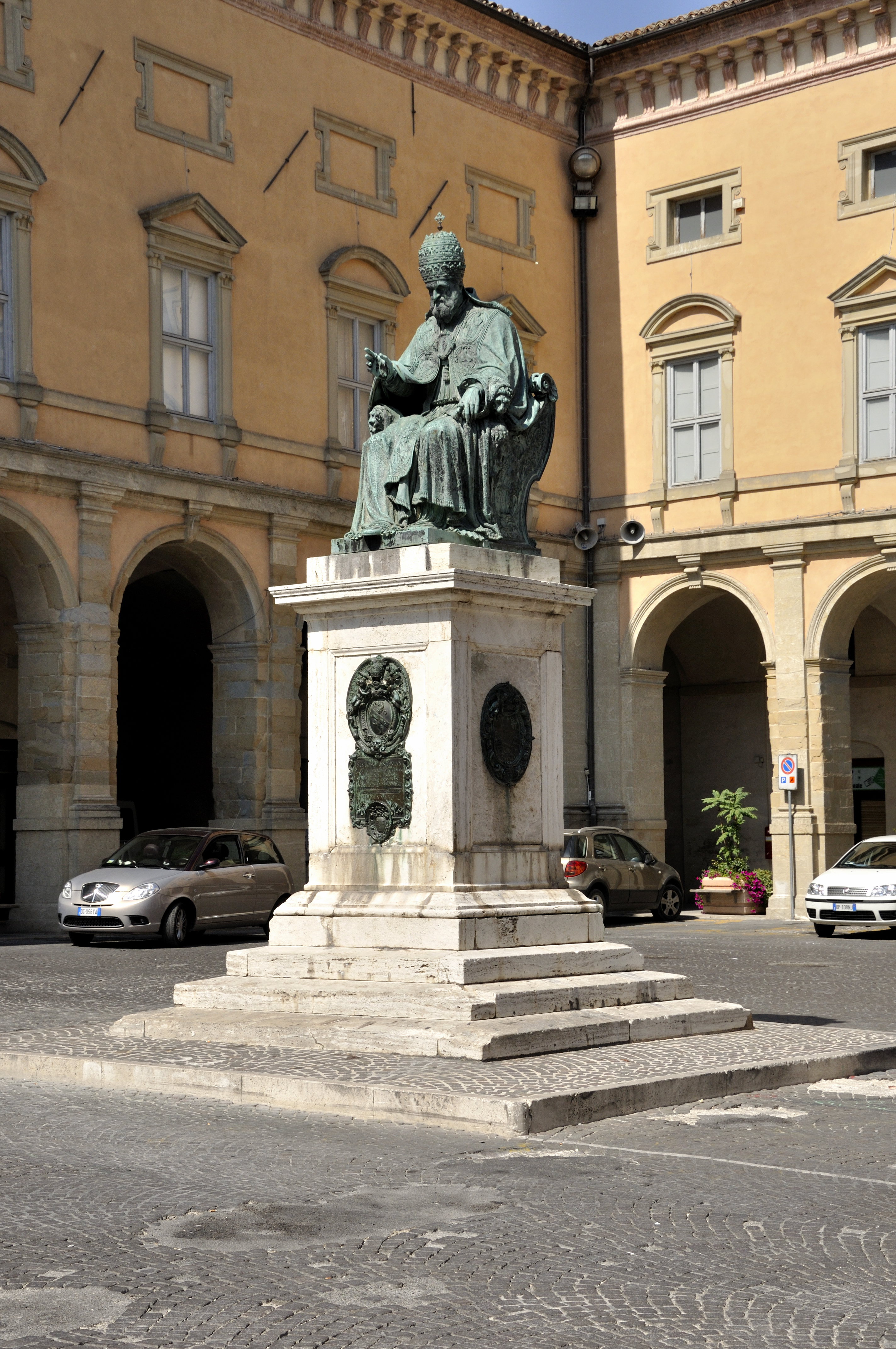
Statua di Papa Sisto V a Camerino

Tiburzio Vergelli (Camerino, 1551 – Recanati, 1609) è stato uno scultore e fonditore italiano.

## Biografia

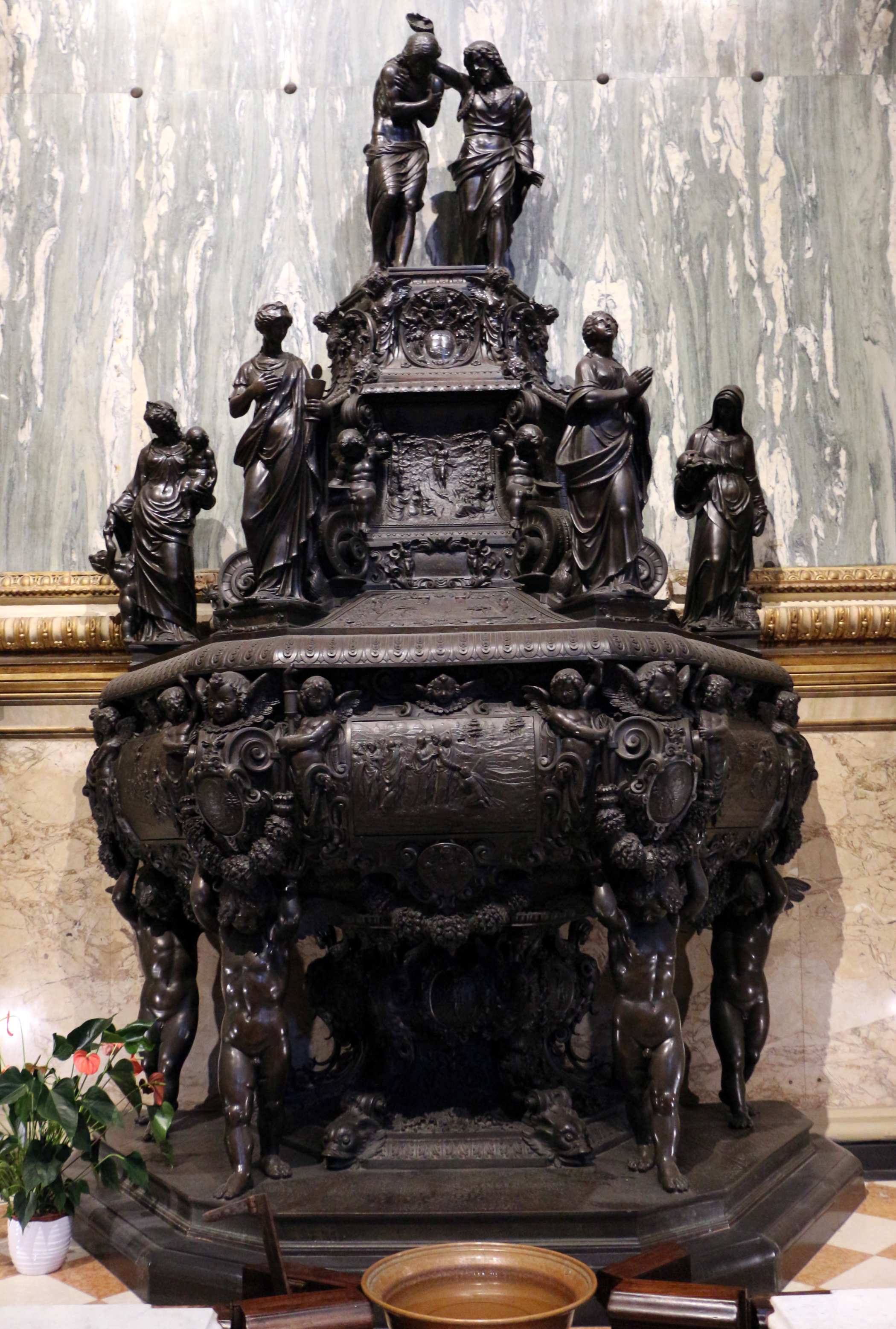
Il Fonte battesimale della Santa Casa di Loreto.

Scultore operante nella provincia di Macerata nella seconda metà del XVI secolo.
Nato a Camerino, è ricordato come uno dei più abili fonditori di metalli della sua epoca. Formatosi nella bottega di Antonio Calcagni a Recanati, intraprende con quest'ultimo una stretta collaborazione negli anni '80. La prima opera che lo vede autonomo è la statua di papa Sisto V per la sua città natale, Camerino, all'indomani dell'elezione di questi a nuovo Papa. La statua fu eseguita nello stesso lasso di tempo in cui il Calcagni preparava la sua per Loreto (1585 - 1587) e segue lo stesso schema compositivo. Questo generò probabilmente la rottura fra i due che concorsero separatamente per il portone della Basilica di Loreto; al Calcagni fu affidato la porta del lato Sud, al Vergelli quella del lato Nord.
Per il Fonte Battesimale lavorò al fianco di Sebastiano Sebastiani e Giovan Battista Vitali tra il 1600 e il 1608.
Muore nel 1609 a Recanati.

## Opere
- Monumento a Sisto V (1587), Camerino
- Porta Monumentale sinistra (1598), Basilica della Santa Casa, Loreto
- Fonte Battesimale (1608), Basilica della Santa Casa, Loreto